# Flaix FM
Flaix FM és una emissora de ràdio catalana dirigida a adolescents o joves entre 18 i 25 anys,  que emet a Catalunya i Andorra. És propietat del Grup Flaix.

## Història

### Primera generació: 1992 - 2019
Va ser fundada el 1992 per Miquel Calçada i Carles Cuní i va ser la primera emissora privada en format de radiofórmula en emetre totalment en català. Al juny del 2011 l'emissora havia aconseguit arribar fins als 429.000 oients segons l'EGM, posicionant-se com a ràdio musical trencadora en el seu camp musical, convertint-se en l'emissora dance líder i sent la segona emissora musical més escoltada a Catalunya .Al juliol de 2015 Miquel Calçada abandonà el Grup Flaix per dedicar-se a la política. Del gener fins al setembre de 2017, van emetre de cara al públic al Bulevard Rosa de Barcelona, a causa de les reformes dels estudis del 9é pis. En el seu 25è aniversari es va realitzar una exposició commemorativa al Palau Robert de Barcelona, i a principis de 2018 es van posar a la venda els quatre discos commemoratius de l'aniversari.

### Segona generació: d'ençà de 2019
A partir del juny de 2019 l'emissora va fer un procés de transició musical incorporant música reggaeton, trap o pop llatí, cap a mitjans de 2021 ja tenia gran presència a la programació. L'emissora manté un programa dedicat a la música electrònica anomenat Flaix FM History Màkina Legends que té una durada de dues hores i s'emet els diumenges a la nit. Actualment, la fórmula de la ràdio consisteix a intercalar música llatina amb música electrònica dels darrers anys.
A finals de 2020, Flaix FM és la tercera emissora musical més escoltada a Catalunya amb una audiència de 191.000 oients diaris, menys de la meitat del que l'emissora havia aconseguit al juny del 2011, uns 429.000 oients segons l'EGM, tot cedint la seva posició a la seva germana Ràdio Flaixbac.

## L'equip
A més de presentar els programes, alguns membres de l'equip de l'emissora són discjòqueis. És el cas de Carles Pérez, Héctor Ortega i Sergi Domene. Gràcies a la seva participació, des del 2021 a Flaix FM no només es retransmeten cançons sinó també sessions electròniques i remix. A més, han participat en diversos festivals de música electrònica i clubs, tant nacionals com internacionals, i han fundat l'Andorra Dance Sound Festival i el Punx Fest.

## Pòdcasts
L'emissora ofereix als oients la possibilitat d’escoltar els programes que no han pogut escoltar en directe a través dels diversos podcasts que es troben a la pàgina web del programa. La pàgina web incorpora un buscador a més d’una llista amb els diversos programes la qual es pot ordenar per la data o per popularitat. A més, també es poden filtrar resultats mitjançant etiquetes, siguin del programa o també per la data d’emissió.

## Audiència
Segons les dades d'audiència corresponents a l'Estudi General de Mitjans (EGM), Flaix FM ha registrat aquestes audiències. Des de la segona onada del 2021 a part de les dades totals d'oïdors que té l'emissora també es faciliten les dades dels oïdors que escolten l'emissora des de Catalunya com també des de fora de Catalunya.
| Any  | Onada          | Oïdors Catalunya           | Ascensor       | Oïdors fora de Catalunya                | Ascensor       | Oïdors total | Ascensor   |
| ---- | -------------- | -------------------------- | -------------- | --------------------------------------- | -------------- | ------------ | ---------- |
| 2025 | 1a (primavera) | -------------------------- | -------------- | --------------------------------------- | -------------- | 173.000      | Disminució |
| 2024 | 3a (hivern)    | -------------------------- | -------------- | --------------------------------------- | -------------- | 199.000      | Disminució |
| 2024 | 2a (estiu)     | 284.000                    | Augment        | 3.000                                   | Disminució     | 287.000      | Augment    |
| 2024 | 1a (primavera) | -------------------------- | -------------- | --------------------------------------- | -------------- | 249.000      | Augment    |
| 2023 | 3a (hivern)    | 223.000                    | Augment        | 11.000                                  | Disminució     | 234.000      | Augment    |
| 2023 | 2a (estiu)     | 172.000                    | Disminució     | 21.000                                  | Augment        | 193.000      | Disminució |
| 2023 | 1a (primavera) | 273.000                    | Augment        | 11.000                                  | Disminució     | 284.000      | Augment    |
| 2022 | 3a (tardor)    | 247.000                    | Augment        | 17.000                                  | Augment        | 264.000      | Augment    |
| 2022 | 2a (estiu)     | 253.000                    | =              | 6.000                                   | Disminució     | 259.000      | Augment    |
| 2022 | 1a (primavera) | 235.000                    | Augment        | 14.000                                  | Augment        | 249.000      | Augment    |
| 2021 | 3a (tardor)    | 216.000                    | Disminució     | 6.000                                   | Disminució     | 222.000      | Disminució |
| 2021 | 2a (estiu)     | 219.000                    | =              | 13.000                                  | =              | 232.000      | Augment    |
| 2021 | 1a (primavera) | -------------------------- | -------------- | --------------------------------------- | -------------- | 216.000      | Augment    |
| 2020 | 3a (tardor)    | -------------------------- | -------------- | --------------------------------------- | -------------- | 192.000      | Disminució |
| 2020 | 1a (primavera) | -------------------------- | -------------- | --------------------------------------- | -------------- | 238.000      | Augment    |
| 2019 | 3a (tardor)    | -------------------------- | -------------- | --------------------------------------- | -------------- | 209.000      | Augment    |
| 2019 | 2a (estiu)     | -------------------------- | -------------- | --------------------------------------- | -------------- | 199.000      | Augment    |
| 2019 | 1a (primavera) | -------------------------- | -------------- | --------------------------------------- | -------------- | 166.000      | =          |

## Freqüències
- Andorra la Vella: 93.8 FM
- Barcelona: 105.7 FM
- Sant Feliu de Guíxols: 88.4 FM
- Girona: 99.6 FM
- Lleida: 104.1 FM
- Manresa: 105.9 FM
- Puigcerdà: 96.1 FM
- Tarragona: 101.8 FM
- Tortosa: 102.9 FM